# Орловец, Михаил Иванович
Михаил Иванович Орловец (род. 8 июня 1950) — советский и российский дипломат. Чрезвычайный и полномочный посол (2008).

## Биография
Окончил Московский государственный институт международных отношений (МГИМО) МИД СССР (1972), Высшие дипломатические курсы при Дипломатической академии МИД России (2002). Владеет английским и испанским языками. На дипломатической работе с 1972 года.
- В 1993—1995 годах — советник-посланник Посольства Российской Федерации в Чили.
- В 1995—1998 годах — советник-посланник Посольства Российской Федерации на Кубе.
- В 1998—2000 годах — начальник отдела Департамента консульской службы МИД России.
- В 2000—2002 годах — заместитель директора Латиноамериканского департамента МИД России.
- С 2 июля 2002 по 24 июня 2004 года — чрезвычайный и полномочный посол Российской Федерации в Республике Эквадор[1][2].
- С 11 ноября 2004 по 23 июня 2009 года — чрезвычайный и полномочный посол Российской Федерации в Боливарианской Республике Венесуэла и по совместительству в Доминиканской Республике и Республике Гаити[3][4][5][6].
- С 26 июля 2011 по 17 декабря 2015 года — чрезвычайный и полномочный посол Российской Федерации в Республике Чили[7][8].

## Награды
- Орден Дружбы (10 июня 2008) — за большой вклад в развитие дружественных отношений Российской Федерации со странами Латинской Америки[9]

## Дипломатический ранг
- Чрезвычайный и полномочный посланник 2 класса (18 июля 1995)[10]
- Чрезвычайный и полномочный посланник 1 класса (5 марта 2005)[11]
- Чрезвычайный и полномочный посол (11 февраля 2008)[12]